# James Solberg Henrickson
James Solberg Henrickson (nascido em 1940) é um botânico americano nascido em Eau Claire, em Wisconsin. Ele foi professor de Biologia na Universidade do Estado da Califórnia, em Los Angeles. Henrickson é pesquisador do Plant Resources Center da Universidade do Texas em Austin.

## Publicações seleccionadas
- 1964. Pollen morphology of Fouquieriaceae. Dissertação (MA), Claremont Graduate School. 110 pp.
- 1968 Vegetative Morphology of the Fouquieriacae. Dissertação (PhD), Claremont Graduate School 234 pp.
- 1969. The Succulent Fouquierias. 7 pp.
- 1973. Fouquieriacea DC. Volumen 1 do World Pollen and Spore Flora. Ed. Almqvist & Wiksell Periodical Co. 12 pp.
- Richard Stephen Felger. 1973. Microanalysis and Identification of a Basket Fragment from Sonora, Mexico. 7 pp.

### Reconhecimento
As espécies nomeadas em sua homenagem incluem:
- (Acanthaceae) Carlowrightia henricksonii TFDaniel[2]
- (Asteraceae) Gaillardia henricksonii BLTurner[3]
- (Boraginaceae) Cynoglossum henricksonii LCHiggins[4]
- (Brassicaceae) Mancoa henricksonii Rollins[5]
- (Cactaceae) Coryphantha henricksonii (Glass & RAFoster) Glass & RAFoster[6]
- (Campanulaceae) Lobelia henricksonii MCJohnst.[7]
- (Euphorbiaceae) Euphorbia henricksonii MCJohnst.[8]
- (Malvaceae) Anoda henricksonii MCJohnst.[9]
- (Polygonaceae) Eriogonum henricksonii Reveal[10]
- (Ranunculaceae) Thalictrum henricksonii MCJohnst.[11]
- (Rubiaceae) Chiococca henricksonii MCJohnst.[12]
- (Scrophulariaceae) Penstemon henricksonii RMStraw[13]